# Arnold Pinnock
Arnold Pinnock (ur. 10 grudnia 1967 w Birmingham) – kanadyjski aktor telewizyjny i filmowy, znany jako Paul Greebie, szkolny doradca „Caseya” (Ashley Leggat), z sitcomu Derek kontra rodzinka.

## Życiorys
Urodził się Birmingham jako najmłodszy z pięciorga dzieci. Później przeniósł się do Kanady. Rozpoczął swoją karierę jako komik stand-up w Second City Mainstage w Toronto.
Za rolę Vica Laghma w serialu Godziny płatne (Billable Hours, 2006–2008) z Fabem Filippo i Dovem Tiefenbachem został nominowany do nagrody Gemini Kanadyjskiej Akademii Filmowej i Telewizyjnej za najlepszy występ zespołu w programie komediowym lub serialu.
Wystąpił w komediodramacie Craiga Gillespie Miłość Larsa (Lars and the Real Girl, 2007) u boku Ryana Goslinga i Paula Schneidera.

## Filmografia

### Filmy fabularne
- 2001: Spadaj na ziemię (Down to Ear) jako Joe Guy
- 2001: Mroczna dzielnica (Exit Wounds) jako Alan Morris
- 2004: Królowa ringu (Against the Ropes) jako bokser kategorii wagi ciężkiej
- 2004: Nowy Jork, nowa miłość (New York Minute) jako męska kosmetyczka Big Shirl
- 2005: Atak na posterunek (Assault on Precinct 13) jako Carlyle
- 2005: Get Rich or Die Tryin’ jako detektyw
- 2005: Spisani na straty (Left Behind: World at War) jako Bruce Barnes
- 2005: Magiczny duet (Twitches) jako David Barnes
- 2007: Miłość Larsa (Lars and the Real Girl) jako Baxter
- 2007: Magiczny duet 2 (Twitches Too 2) jako David Barnes
- 2008: Incredible Hulk jako żołnierz
- 2019: Przykładny obywatel (Cold Pursuit) jako Leighton „Eskimos” Deeds

### Seriale TV
- 2005–2006: Piękni (Beautiful People) jako Toby Sayles
- 2005–2009: Derek kontra rodzinka (Life with Derek) jako Paul Greebie
- 2009: Zafalowani (Stoked) jako Johnny St. James
- 2009–2011: The Listener: Słyszący myśli (The Listener) jako George Ryder
- 2010: Zagubiona tożsamość (Lost Girl) jako Bertram
- 2011: Combat Hospital jako komandor Will Royal
- 2013: Republika Doyle’ów (Republic of Doyle) – role rozmaite
- 2014–2015: Piękna i Bestia (Beauty and the Beast) jako agent Thomas
- 2016: Dawno, dawno temu (Once Upon a Time) jako Poole
- 2017–2018: Damnation jako Victor James
- 2018: Altered Carbon jako Hemmingway